# Château La Nerthe

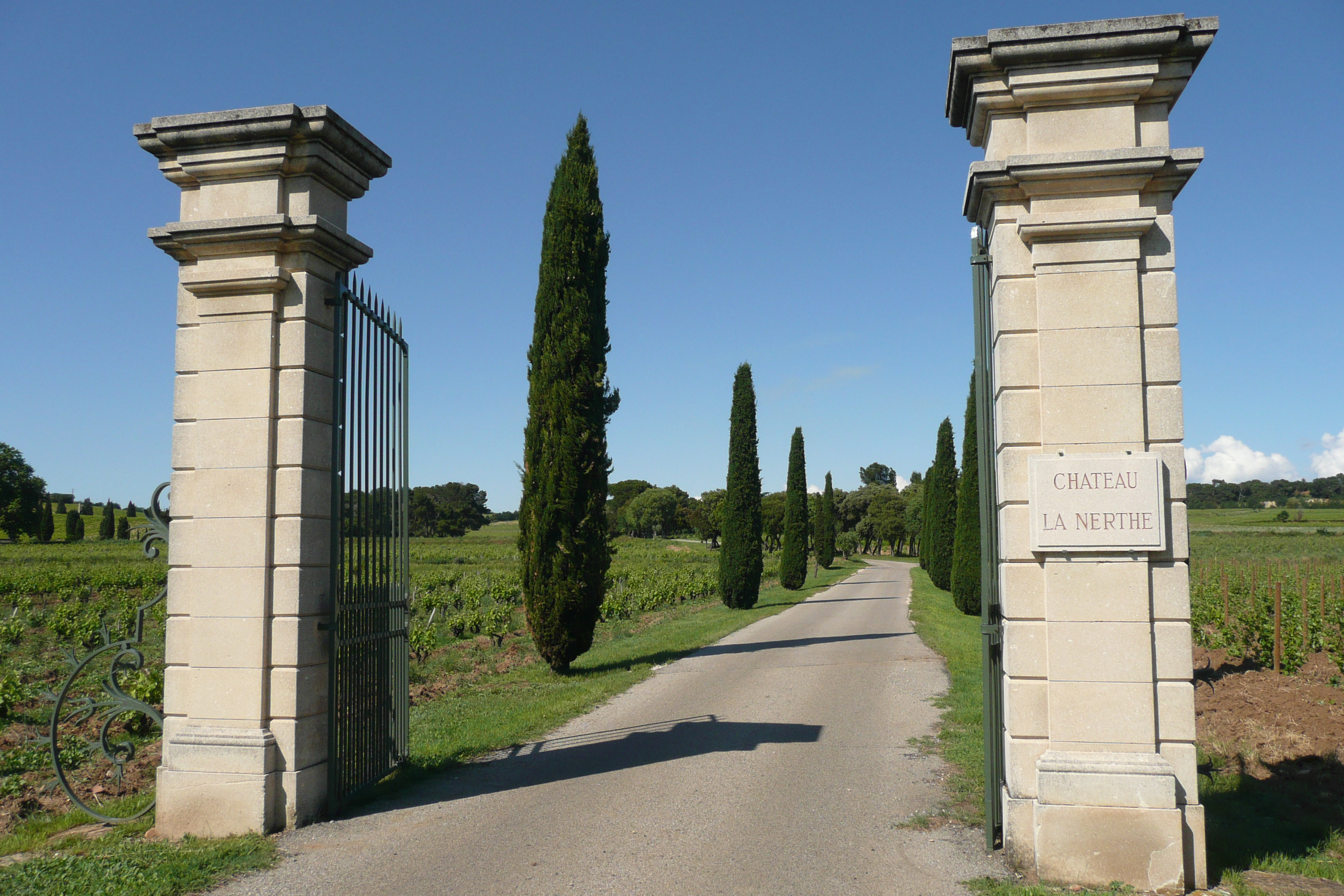
Eingang zum Château La Nerthe. Das Weingut befindet sich ungefähr 2,5 km vom Ortskern der Gemeinde Châteauneuf-du-Pape entfernt.

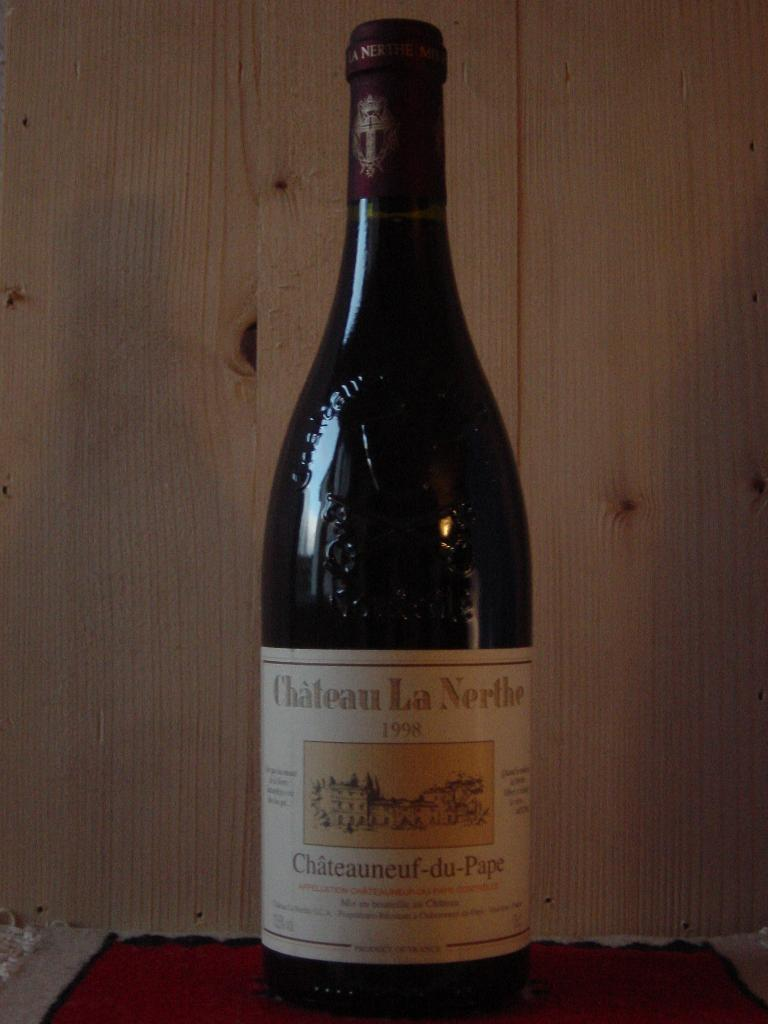
Der rote Châteauneuf-du-Pape des Château La Nerthe aus dem Spitzenjahrgang 1998

Das Château La Nerthe ist eines der größten und traditionsreichsten Weingüter in der Gemeinde Châteauneuf-du-Pape.
Der Weinberg besteht aus einer zusammenhängenden Fläche von 90 ha. Er liegt auf Kiesboden im Südosten des gleichnamigen Appellationsgebietes. Erzeugt werden roter und weißer Châteauneuf-du-Pape.

## Geschichte
Erstmals erwähnt wurde das Gut im Jahre 1560 unter seinem damaligen Namen Beauvenir, 1593 dann als La Nerte (ohne h). Die Domäne blieb bis 1879 im Besitz der damaligen Erwerber, der Adelsfamilie Tulle de Villefranche. Diese erbauten 1736 das heutige Schloss. Der Wein von La Nerthe war bereits Mitte des 18. Jahrhunderts berühmt und wurde bis nach Amerika exportiert. Seit 1784 wurde er auf dem Gut in Flaschen abgefüllt. In einer 1822 von Jullien aufgestellten Klassifizierung firmiert La Nerthe als bester Wein der südlichen Rhône. Im Jahr 1870 übernahm Kommandant Joseph Ducos das Weingut. Während des Zweiten Weltkrieges quartierte sich im Schloss der Generalstab der deutschen Luftwaffe ein. Seit 1985 ist Château La Nerthe im Besitz der Familie Richard.

## Der Wein
Beim einfachen Rotwein finden die Sorten Grenache (53 %), Syrah (27 %), Mourvèdre 15 %, Cinsault 4 % sowie diverse Sorten (Counoise, Muscardin, Piquepoul Noir, Vaccarèse) 1 % Verwendung.
Der Weißwein wird aus den Rebsorten Grenache Blanc (Anteil 27 %), Bourboulenc (15 %), Clairette Blanche (19 %) und Roussanne (39 %) verschnitten.
Das rote Spitzencuvée trägt den Namen Cuvée des Cadettes, das weiße wird in Anspielung auf den alten Namen des Gutes Clos de Beauvenir genannt. Jährlich füllt das Weingut ungefähr 290.000 Flaschen Rotwein und 40.000 Flaschen Weißwein ab. Es produziert nach den Regeln des biologischen Weinbaus und ist seit dem Jahr 1998 von der Organisation Ecocert zertifiziert.